# Lepanthes rotundata
Lepanthes rotundata là một loài thực vật có hoa trong họ Lan. Loài này được Griseb. mô tả khoa học đầu tiên năm 1864.